# آرماندو نانوتزی
آرماندو نانوتزی (انگلیسی: Armando Nannuzzi؛ ۲۱ سپتامبر ۱۹۲۵ – ۱۴ مهٔ ۲۰۰۱) یک فیلم‌بردار اهل ایتالیا بود. 

## فیلم‌شناسی
- آدوا و دوستان
- ملاقات
- واترلو
- لودویگ
- گرگ و بره
- به من می‌گویند هیچ‌کس
- آپاسیوناتا
- درندگان
- فراسوی نیک و بد
- قفسی برای دیوانگان
- آن شب در وارن
- قفسی برای دیوانگان ۲
- صحرای بزرگ آفریقا
- کنترل
- تعطیلات آخر هفته، به سبک ایتالیایی
- زندگی خشن
- بی‌غیرت ارجمند
- روزنگار سیاه
- بسترهای بی‌بندوبار
- بیمار خیالی
- خسیس
- سه غریبه در رم
- پوست